# Australische grijze wouw
De Australische grijze wouw (Elanus axillaris) of Australische bastaardwouw is een kleine roofvogel die in Australië voorkomt. De soort is nauw verwant aan de grijze wouw (Elanus caeruleus).
De soortnaam is ontleend aan het Latijnse woord axilla, dat schouder betekent.

## Taxonomie
In 2004 toonde een moleculaire studie van cytochroom b DNA-reeksen aan dat het geslacht Elanus (met de Australische grijze wouw) een vroege afsplitsing is van de roofvogelfamilie Accipitridae (arenden, buizerds, gieren, wouwen, sperwers, haviken en kiekendieven). Mogelijk behoren de Elanus-soorten, net als de visarend en de secretarisvogel eigenlijk tot een eigen familie.

## Uitzicht

### Volwassenen

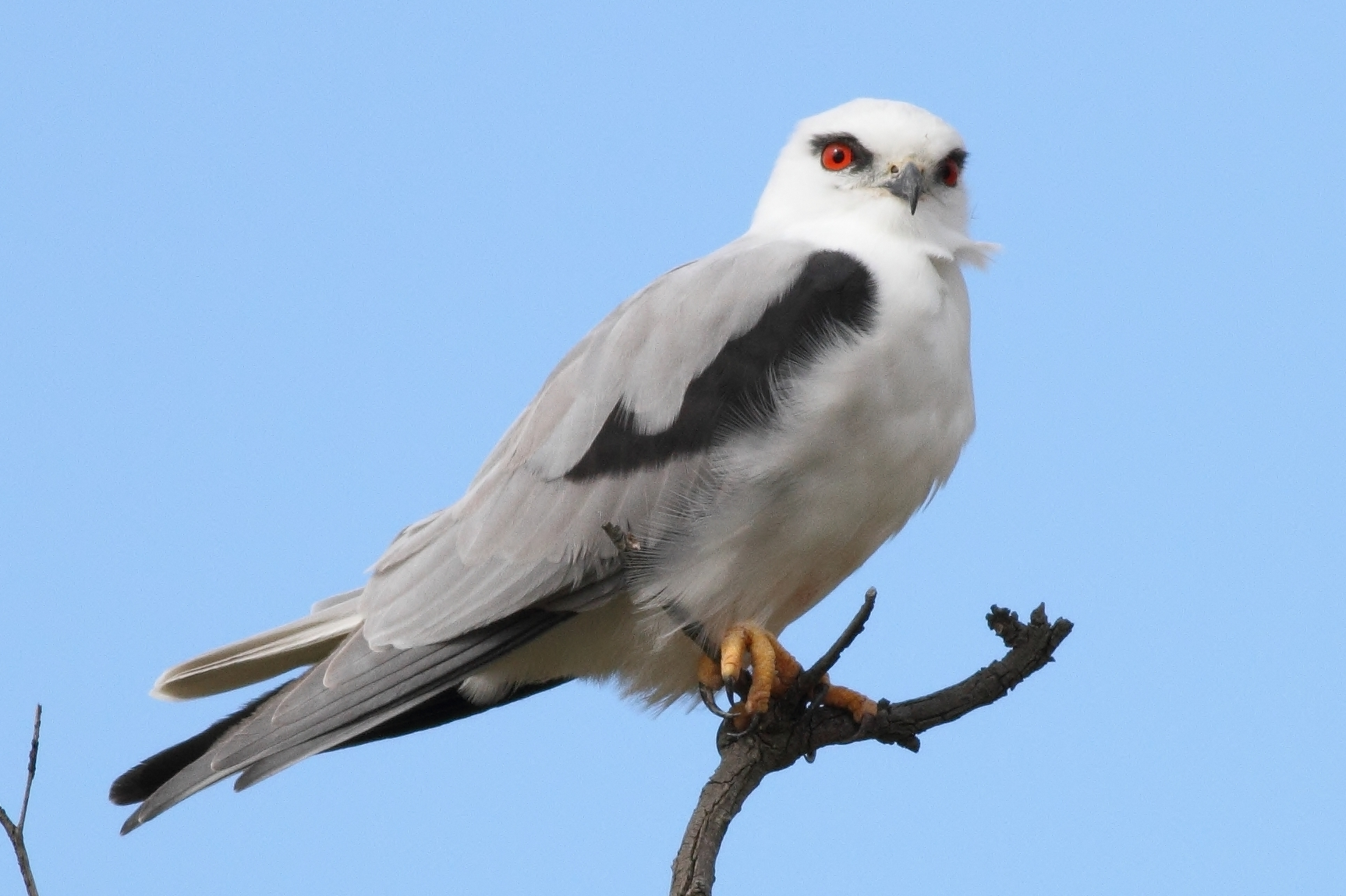
Een volwassen Australische grijze wouw in de Royal Botanic Gardens, Australië.

Een volwassen Australische grijze wouw is ongeveer 35 tot 38 cm lang en heeft een spanwijdte van tussen de 80 en 95 cm. Het gemiddelde gewicht bedraagt 291 gram. Volwassenen hebben op de rug bleke grijze veren en een witte kop en buik. Aan de schouder en het uiteinde van de vleugel zijn de veren zwart; aan de binnenkant zijn de vleugels wit. Ze hebben lange gepunte vleugels en de staart is dubbel afgerond. De wouwen hebben rode ogen die gemarkeerd worden door een zwarte, kommavormige streep; ze hebben geelgekleurde neusgaten en de benen en poten zijn ook geel. De snavel is kort en de bovensnavel is scherp afgerond. Vrouwtjes worden groter dan mannetjes.

### Kuikens

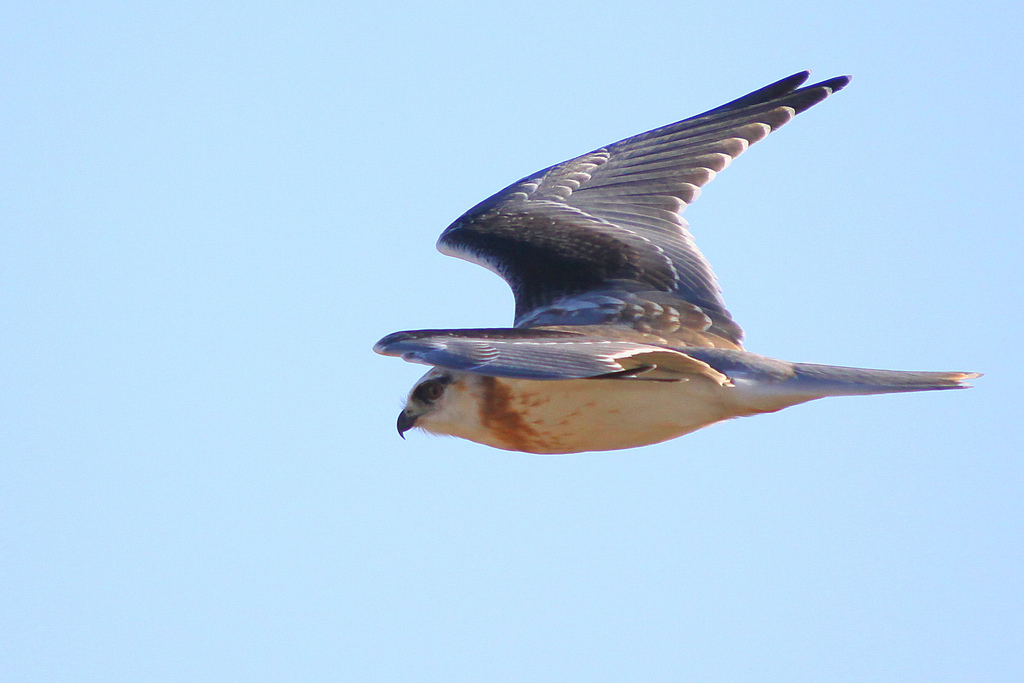
Een onvolwassen Australische grijze wouw met bleekgele markeringen.

Jongen hebben nog geen lichtgrijze veren maar eerder donkere geelgekleurde veren met een bruine band rond de hals. De vleugels zijn bleekgeel of bruin gevlekt met opvallende witte uiteinden. De jongen hebben ook nog geen rode ogen maar donkerbruine.

## Voortplanting
Het broeden strekt zich uit over het grootste deel van het jaar, maar met pieken in de herfst en lente, sommige paren broeden dubbel.
De vogels vormen monogame paren. Tijdens de balts zal het mannetje het vrouwtje voeden in de lucht: het vrouwtje draait dan ondersteboven en ontvangt het voedsel met haar poten uit de poten van het mannetje, in volle vlucht.
Beide geslachten bouwen aan een groot rommelig ondiep nest, voornamelijk van takken bekleed met groene bladeren. Het nest wordt gebouwd op een hoogte van 4-35 m boven de grond, zoals in de kruin van een boom en soms op een kunstmatige constructie, zoals een brug of hoogspanningsmast. Deze nesten worden afzonderlijk, ofwel, wanneer er een overvloed is aan prooien, in losse kolonies gebouwd. Het duurt 10-12 dagen om het nest te bouwen en het is 40-45 cm groot in doorsnede.

De legsels tellen gewoonlijk 3 of 4 eieren, maar variëren van 2 tot 5. De eieren zijn gemiddeld 39,71 x 30,5 mm groot. Het wijfje vervult het grootste deel van de zorg voor eieren en jongen, het mannetje vervult maar een klein deel van de incubatie en het broeden; hij vangt voornamelijk prooien. De broedperiode duurt 31 dagen en de kuikens voeden zichzelf al zeven dagen na het uitvliegen en verlaten hun ouders binnen een maand. De jonge vogels verspreiden zich zeer wijd, tot wel 1 000 km.

## Vlucht

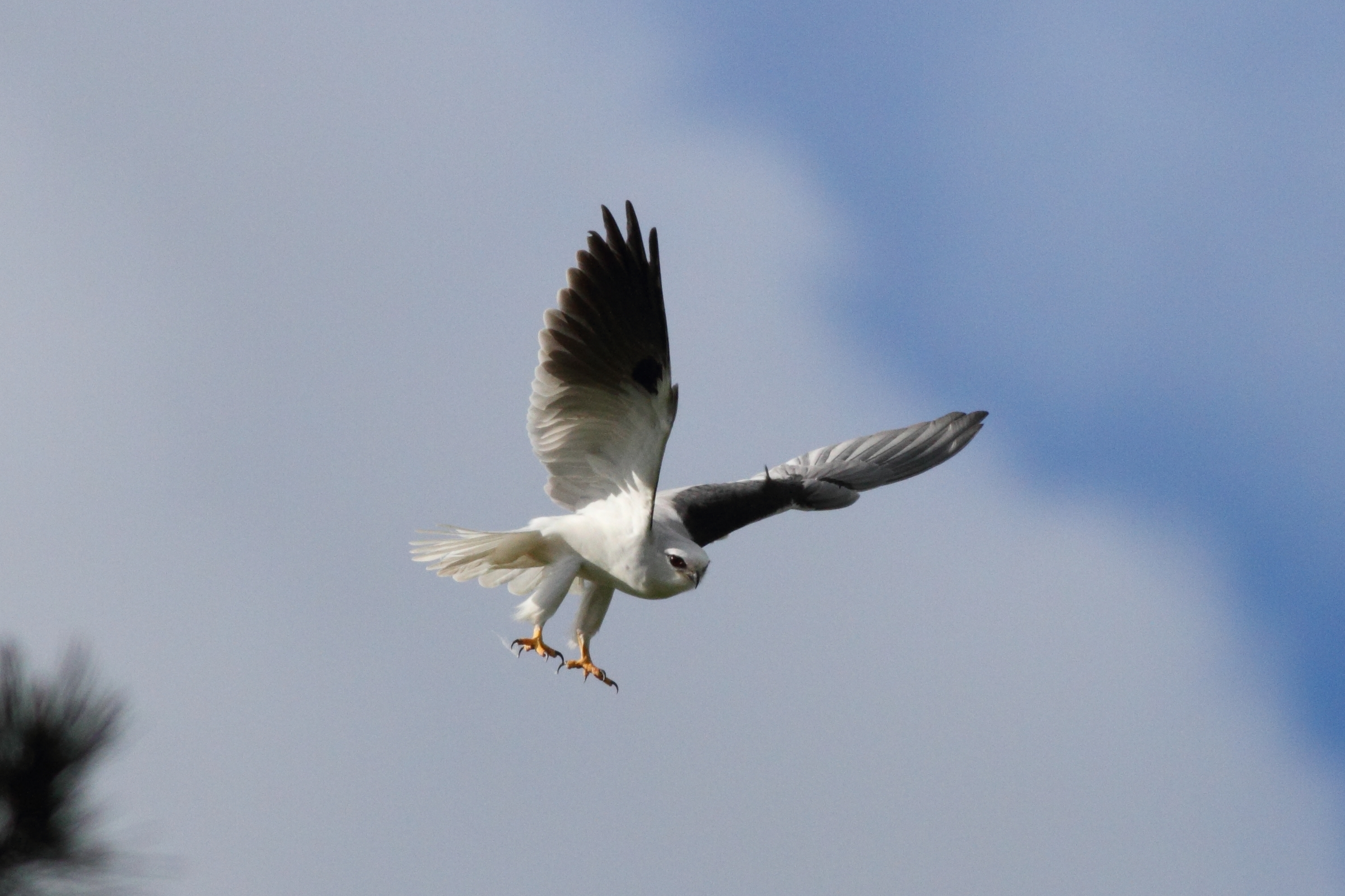
In volle zweefvlucht.

De Australische bastaardwouw heeft een directe vlucht met snelle oppervlakkige vleugelslagen afgewisseld door te zweven met omhooggestoken vleugels, vaak met zijn poten bungelend.

## Roep
Zijn roep bestaat uit een korte, bezorgd klinkende 'tsjiep', een schorre 'skijr' en een scherp 'kik-kik-kik' voor de verdediging van het nest.

## Habitat
De vogels komen vooral voor in de Australische graslanden, hoewel ze ook gevonden worden in meer bebost land. De Australische bastaardwouw profiteert van het opruimen van uitgestrekte bossen voor landbouwgrond, dat de geschikte plek is voor veel van zijn prooidieren. Voorkomende woonplaatsen zijn open land in tropische en gematigde gebieden, het vermijdt hogere hoogten en woestijnen. De soort komt vooral voor in het zuidwesten en zuidoosten, soms ook in Tasmanië. De slaapplaatsen zijn gemeenschappelijk.

## Voedsel

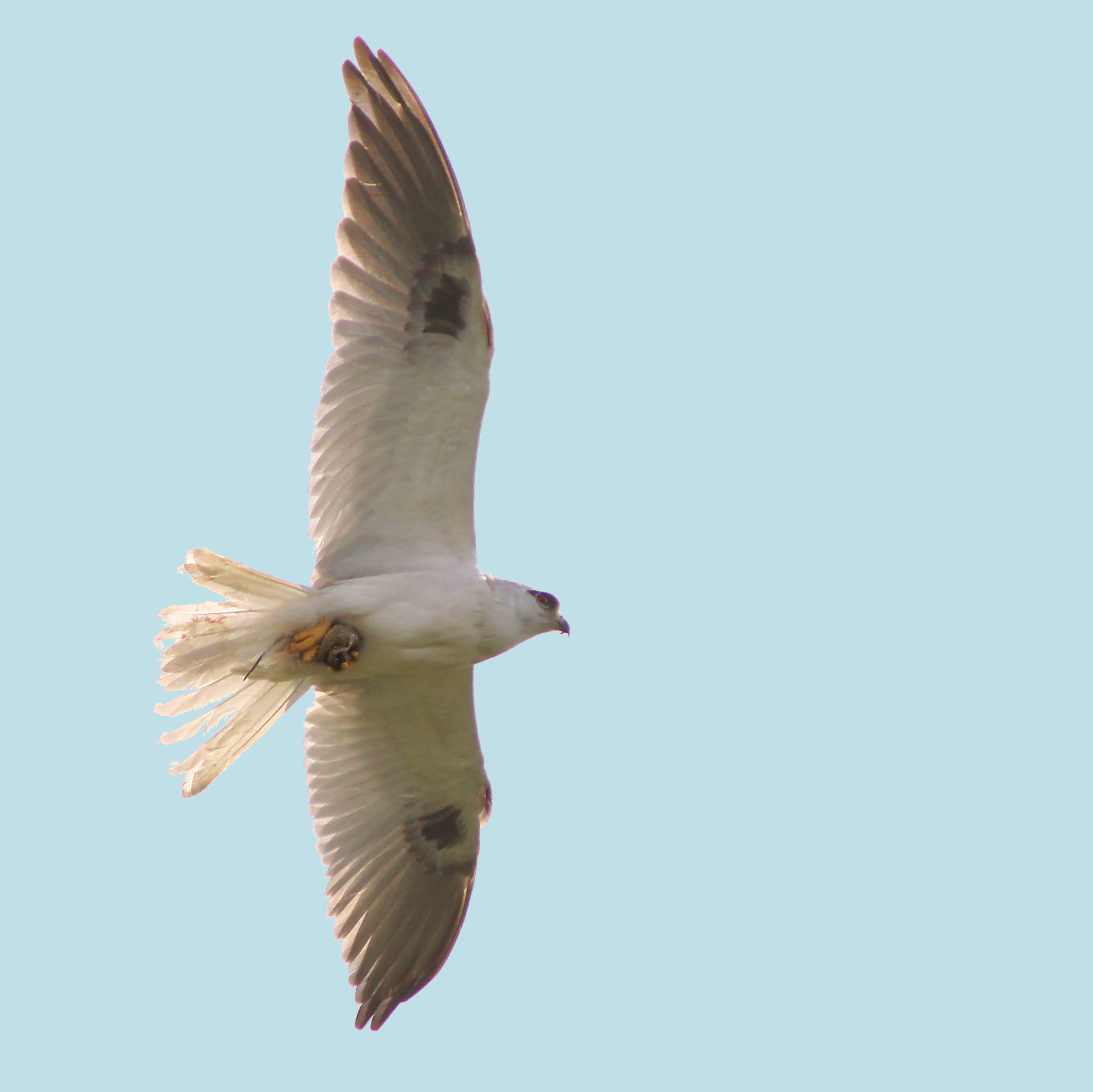
Een Australische grijze wouw vliegt met een muis in zijn klauwen.

De Australische grijze wouw wordt niet bejaagd door andere dieren maar is zelf een predator.

### Prooidieren

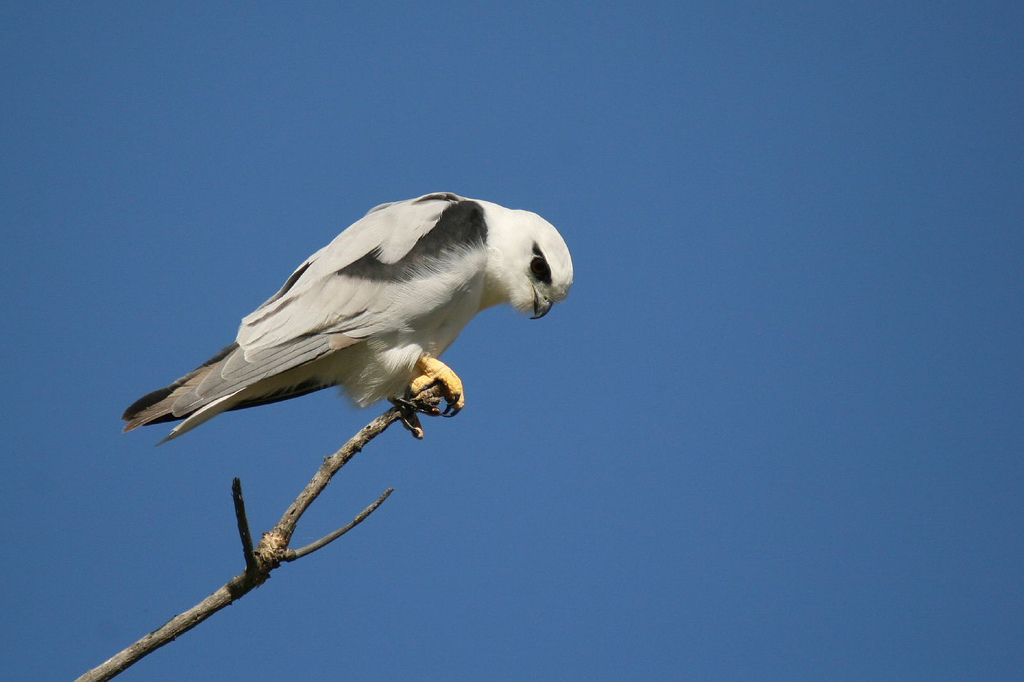
Loerend naar prooidieren.

Ze zijn gespecialiseerd in het jagen op knaagdieren, ze voeden zich bijna uitsluitend met muizen, voornamelijk de geïntroduceerde huismuis. Ze jagen ook op andere prooidieren, indien beschikbaar, met inbegrip van sprinkhanen, ratten, kleine reptielen en vogels en zelfs (zeer zelden) konijnen. Maar muizen en andere kleine zoogdieren zijn goed voor meer dan 90% van hun dieet. Hun invloed op de muispopulaties is waarschijnlijk aanzienlijk: volwassenen eten twee of drie muizen per dag als ze kunnen, en in een geval bracht een mannelijke Australische grijze wouw niet minder dan 14 muizen binnen één uur naar zijn nest met jongen. Hij geeft de voorkeur te jagen gedurende de dag, met name vroeg in de ochtend en in de late namiddag.

### Jachttechniek

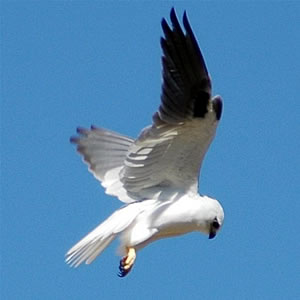
Aan het bidden.

Net als andere wouwen, jaagt de kleine roofvogel door graslanden af te speuren op kleine dieren. Dit doen ze vanaf een zitplaats (doorgaans een dode boom), maar gewoonlijk door te bidden. Meestal zal de wouw 10-30 meter boven een bepaalde plek zweven en aandachtig omlaag turen, soms maar voor een paar seconden, vaak voor een minuut of meer, dan snel naar een nieuw uitkijkpunt zweven en herhaalt dit proces tot wanneer een muis of andere prooi is gespot.De rover stort er zich dan muisstil op met de poten eerst en de vleugels hoog opgeheven, soms in een lange daling tot op de grond, maar vaker in meerdere fasen, met zwevende pauzes op tussenliggende hoogten. Ongeveer twee derde van de aanvallen zijn succesvol.
De Australische grijze wouw kan prooien zowel in de vlucht verorberen als ze weer mee te voeren naar een zitplaats.

## Invloed van de mens
De Australische grijze wouw heeft haar leefgebied en aantal vergroot door de komst van de Europeanen. Ze profiteert van het openleggen van de landschappen (open landschap) en de irrigatiesystemen die haar een geschikt habitat creëren.
Hun aantal neemt vaak toe als reactie op de muizenplagen rond gewassen en graanschuren. Echter, sommige populaties worden getroffen in gebieden met een hoog aantal schapen en konijnen, omdat deze dieren hun geschikte habitat voor prooidieren kunnen verminderen(door het platstampen van de bodem en het verminderen van de voeding).
Deze wouwen maken ook soms gebruik van kunstmatige structuren voor nestgelegenheid zoals bruggen en palen.
Deze soort heeft geen last gehad van eierschaalverdunning tijdens de periode van het gebruik van DDT in Australië. Het is mogelijk dat secundaire vergiftiging kan optreden van rattenbestrijdingsmiddelen, gebruikt tijdens muizenplagen of van de gebruikte pesticiden tijdens sprinkhanenplagen.